# Impregneren
Impregneren is het doordringen van een materiaal met een andere stof. Het is een algemene techniek om een materiaal waterafstotend, waterbestendig, schimmelwerend, brandvertragend, graffitiwerend of meer van dergelijke gewenste eigenschappen te geven. Er kan gebruik worden gemaakt van een oplosmiddel en/of verhoogde druk om het proces te versnellen.

## Brandpreventie
In de context van brandpreventie wordt een brandbaar materiaal behandeld met een brandvertragend middel, zodat het langer duurt voor het vlam vat. Vooral bij kerstbomen is het nuttig om deze te impregneren, omdat deze na een aantal weken droog worden en dat levert brandgevaar op. In de horeca is het een vereiste om geïmpregneerde kerstversiering en dergelijke te gebruiken.

## Houtverduurzaming
Houtverduurzaming wordt bereikt door schimmel- en insectenwerende stoffen te impregneren. Veel hout dat buiten wordt toegepast is geïmpregneerd. Veelal wordt dit gedaan met behulp van een drukvat, waarin het hout onder vacuüm wordt gebracht waarna het impregneermiddel wordt toegevoegd. Door het vacuüm zal het middel in de poriën van het hout worden gebracht.

## Steen
Met het hydrofoob maken van een gevel door middel van impregneren, ook wel hydrofoberen genaamd, gaat men problemen tegen die voortkomen uit het intrekken van vocht en vervuiling. De buitengevel of het dak wordt vochtwerend gemaakt. Mos, algen en vervuiling krijgen geen houvast en schimmelvorming in het huis wordt voorkomen. Hierdoor kan de kwaliteit van een gevel langer gewaarborgd worden. 
Daarnaast kan het impregneren van een buitenmuur/gevel gebruikt worden ter preventie van graffiti of luchtvervuiling als zure regen.